# Ногайбайський сільський округ
Ногайба́йський сільський округ (каз. Ноғайбай ауылдық округі, рос. Ногайбайский сельский округ) — адміністративна одиниця у складі Кордайського району Жамбильської області Казахстану. Адміністративний центр — село Ногайбай.
Населення — 2421 особа (2021; 2404 у 2009, 2494 у 1999, 3960 у 1989).
Станом на 1989 рік існувала Алгинська сільська рада (села Ргайти, Сарибастау, Шарбакти). До 1999 року до складу Ногайбайського сільського округу було включено село Алга Беткайнарського сільського округу. 2001 року село Алга утворило окремий Алгинський сільський округ.

## Склад
До складу округу входять такі населені пункти:
| Населений пункт  | Старі назви | Населення, осіб (1989) | Населення, осіб (1999) | Населення, осіб (2009) | Населення, осіб (2021) |
| ---------------- | ----------- | ---------------------- | ---------------------- | ---------------------- | ---------------------- |
| Ногайбай, село   | Ргайти      | 3186                   | 1864                   | 1845                   | 1871                   |
| Сарибастау, село | -           | 292                    | 269                    | 228                    | 167                    |
| Шарбакти, село   | -           | 482                    | 361                    | 331                    | 383                    |